# 长茎冷水花
长茎冷水花（学名：Pilea longicaulis）是荨麻科冷水花属的植物，为中国的特有植物。分布于中国大陆的广西等地，生长于海拔700米的地区，一般生于石灰岩山坡阴湿处，目前尚未由人工引种栽培。
其种加词“Longicaulis”意为“长茎的”。

## 异名
- Pilea longicaulis Hand.-Mazz. var. erosa C. J. Chen
- Pilea longicaulis Hand.-Mazz. var. flaviflora C. J. Chen